# Uranos
Uranos (także Uran, Niebo; stgr. Οὐρανός Ouranós, łac. Uranus, Caelus ‘niebo’) – w mitologii greckiej bóg i uosobienie nieba.
Jedno z najstarszych bóstw (Protogenoi). Wyłonił się z Chaosu wraz z Gają (Ziemią), która stała się jego małżonką. Wspólnie spłodzili kolejne pokolenia bogów. Z ich związku na świat przyszli kolejno:
- hekatonchejrowie:
Ajgajon (Briareus)
Gyges
Kottos
- cyklopi:
Arges
Steropes
Brontes
- tytani i tytanidy:
Okeanos
Kojos
Hyperion
Krios
Japet (Japetos)
Kronos
Tetyda (Tetys)
Rea
Temida (Temis)
Mnemosyne
Fojbe (Febe)
Teja

Uranos, lękając się siły oraz potęgi sturękich i cyklopów, strącił ich wszystkich do Tartaru. Gaja, nie chcąc dopuścić do tego, by tytani również zostali tam zesłani, wraz z Kronosem, któremu kazała jeszcze pozostać na Ziemi, zorganizowała spisek przeciwko Uranosowi. Gdy ten zesłał nocną porę, by zaznać miłości z Ziemią, wszyscy jego synowie i córki rzucili się na niego, natomiast najmłodszy z nich, Kronos, otrzymanym od Gai sierpem, odciął ojcu jądra i wrzucił je do morza. W buncie tym nie wziął udziału najstarszy z tytanów, Okeanos. Z wsiąkających w ziemię większych kropel krwi powstały trzy boginie zemsty Erynie, natomiast mniejsze krople dały życie nimfom opiekującym się jesionami (nimfy jesionowe – meliady), później Gaja urodziła także, dzięki tej krwi, potężne plemię gigantów. Krew, która spadła do morza i połączyła się z morską pianą, stworzyła Afrodytę. Uranos stracił władzę nad światem i od tej pory nie może już panować nad Gają. Być może jest to symboliczne oddzielenie Nieba od Ziemi. Uranos jako bóstwo usunął się w cień. Jego miejsce zajął najmłodszy syn i główny uczestnik buntu, Kronos.
Uranos pojawia się jeszcze w mitologii: pogodzony ze swą małżonką Gają pomaga córce, tytanidzie Rei, urodzić i wychować jej najmłodsze dziecko, Zeusa, przyszłego króla bogów. Gdy ten zdobywa już władzę, Uranos wraz z Ziemią przepowiadają mu, jakiego potomstwa może się spodziewać z obcowania ze swą pierwszą małżonką, Metydą (Metis). Mianowicie najpierw urodzi mu ona silną boginię, a później potężnego boga, który pokona własnego ojca. Dzięki tej przepowiedni Zeus zapobiega takiemu rozwiązaniu. Jego rzymskim odpowiednikiem był Coelus.